# Chionocharis
- Commons
- Wikispecies

Chionocharis é um gênero de plantas pertencente à família Boraginaceae. A sua única espécie é Chionocharis hookeri.